# PDMI
PDMI（Portable Digital Media Interface）とはポータブルメディアプレーヤーのための相互接続規格である。全米家電協会 (CEA) によって2010年2月にANSI/CEA-2017-Aポータブルメディアプレーヤー用共通配線規格として開発された。マイクロソフトのDavid McLauchlanが議長を務め、世界中で50以上の家電メーカーの参加や支援を受けて開発された。

## 開発と歴史
CEA-2017-Aは、以前のANSI/CEA-2017規格の、2007年7月に採択された新しいリビジョン（ソフトウェアやハードウェアに対する細かな修正のこと）であり、車載ネットワークMedia Oriented Systems Transport（MOST）に基づいた独自のシリアルプロトコルを用いている。2007年の改正では実機での使用限界を重視している。新しいCEA-2017-A規格のデバイスは2007年改正以前に製造されたデバイスと互換性がない。
PDMIコネクタは、メディア再生機能を備えたドッキングデバイスやディスプレイやノーマディックデバイス（持ち運び機器）、ポータブルデバイス間で共通配線としての役割を果たすことを意図している。PDMIは、家庭用A/V機器のドッキングステーション、車載エンターテインメント・システム、デジタルメディア・キオスク、ホテル/機内エンターテイメントシステム等に含まれるホストデバイス上で、iPodクレードルコネクタのユビキタスを置き換えることを目指している。
PDMIは幅22 mm、高さはおよそ2.5 mmの30ピンソケットを使用する。クレードル型コネクタも定義されている。PDMIコネクタには、次の電気的インターフェースが含まれている:
- AUXチャンネル、ホットプラグ検出、および3.3Vの電源ライン付の2レーンDisplayPort v1.1a
- USB 3.0、USB 2.0、およびUSB On-The-Go
- 旧型オーディオ機器用のアナログステレオ出力ライン
- HDMI CECリモートコントロール用
- ホスト、ポータブルデバイス両方からの高出力電源ライン

DisplayPortのコンポーネントは、データ転送速度4.32Gbpsを提供し、接続されたディスプレイでの1080p 60pビデオおよび8チャンネルオーディオの再生、同様にEDID、表示制御コマンドをサポートしている。DisplayPortの信号は、ドックまたは3.3 V DisplayPort電源による外部信号変換アダプタの起動コンバータ回路を用いてHDMIフォーマットに変換することができる。
ホスト（ドッキングステーション）とポータブルデバイス両方からの電源供給は、電源、バッテリでポータブルデバイスをサポートし、同様にポータブルデバイスからアクセサリーをサポートすることができる。
USB 3.0のSuperSpeed、USB 2.0、USB On-The-Goはファイル転送およびデバイス制御、同様にデバイス間の相互通信をサポートしている。

## PDMIを使用するデバイス
PDMIを組み込んだ大手メーカーからの最初の量産デバイスはDell Streak、Androidバージョン1.6～2.2を実行する5 in (130 mm)タブレットデバイスである。
| 装置名      | リリース日   | 注釈                     |
| ----------- | ------------ | ------------------------ |
| Advent Vega |              | 接続可能な非標準コネクタ |
| Dell Streak | 2010年6月4日 |                          |

## PDMI ピンアウト
| 番号 | 名称            | インターフェースのグループ                                                                 | 機能説明                                                |
| ---- | --------------- | ------------------------------------------------------------------------------------------ | ------------------------------------------------------- |
| 1    | USB 5V          | USB 2.0インターフェイス                                                                    | USB電源(VBUS)                                           |
| 2    | USB DGND        | USB 2.0インターフェイス                                                                    | USBグラウンド                                           |
| 3    | USB D+          | USB 2.0インターフェイス                                                                    | データプラス                                            |
| 4    | USB OTG         | USB 2.0インターフェイス                                                                    | On‐The‐Go (デバイス間のデータ転送が可能)                |
| 5    | USB D‐          | USB 2.0インターフェイス                                                                    | データマイナス                                          |
| 6    | HC 5V           | 高電流電源(ホスト上の出力)                                                                 | 高電流5V電源(1.8A、3.6Aまたは15ピンと組み合わせた場合)  |
| 7    | DGND / HC GND   | 高電流電源(ホスト上の出力)                                                                 | 高電流グランド                                          |
| 8    | AUDIO RIGHT OUT | アナログオーディオ(ホスト上の入力)                                                         | 右アナログオーディオ出力(ラインレベル)                  |
| 9    | AUDIO LEFT OUT  | アナログオーディオ(ホスト上の入力)                                                         | 左アナログオーディオ出力(ラインレベル)                  |
| 10   | AUDIO OUT GND   | アナログオーディオ(ホスト上の入力)                                                         | オーディオ出力グランド                                  |
| 11   | CEC             | CEC                                                                                        | HDMIリモートコントロールのための消費者電子制御、        |
| 12   | SSR‐            | USB 3.0・データ機器は、受信                                                                | USB 3.0 SSRX信号                                        |
| 13   | GND             | USB 3.0・データ機器は、受信                                                                | シグナルグラウンド                                      |
| 14   | SSR+            | USB 3.0・データ機器は、受信                                                                | USB 3.0 SSRX +信号                                      |
| 15   | HC 5V           | 高電流パワー(ホストからの出力)                                                             | 高電流5V電源（1.8A、3.6Aまたは6ピンと組み合わせた場合） |
| 16   | HC GND          | 高電流パワー(ホストからの出力)                                                             | 高電流グランド                                          |
| 17   | SST‐            | USB 3.0のデータデバイスが送信                                                              | USB 3.0 SSTX信号                                        |
| 18   | GND             | USB 3.0のデータデバイスが送信                                                              | シグナルグラウンド                                      |
| 19   | SST+            | USB 3.0のデータデバイスが送信                                                              | USB 3.0 SSTX +信号                                      |
| 20   | HPD             | のDisplayPort v1.1aインターフェイス、2レーン（ホストがシンクされ、デバイスがソースである） | ホットプラグ検出(ホストからの割り込み機能を含む)        |
| 21   | DAUX+           | のDisplayPort v1.1aインターフェイス、2レーン（ホストがシンクされ、デバイスがソースである） | AUXチャンネルプラス                                     |
| 22   | DAUX‐           | のDisplayPort v1.1aインターフェイス、2レーン（ホストがシンクされ、デバイスがソースである） | AUXチャンネルマイナス                                   |
| 23   | AP              | のDisplayPort v1.1aインターフェイス、2レーン（ホストがシンクされ、デバイスがソースである） | 3.3VのDisplayPort出力(ポータブルデバイスからの電力)     |
| 24   | D1‐             | のDisplayPort v1.1aインターフェイス、2レーン（ホストがシンクされ、デバイスがソースである） | メインリンクレーン1(マイナス)                           |
| 25   | GND             | のDisplayPort v1.1aインターフェイス、2レーン（ホストがシンクされ、デバイスがソースである） | シグナルグラウンド                                      |
| 26   | D1+             | のDisplayPort v1.1aインターフェイス、2レーン（ホストがシンクされ、デバイスがソースである） | メインリンクレーン1(プラス)                             |
| 27   | GND             | のDisplayPort v1.1aインターフェイス、2レーン（ホストがシンクされ、デバイスがソースである） | シグナルグラウンド                                      |
| 28   | D0‐             | のDisplayPort v1.1aインターフェイス、2レーン（ホストがシンクされ、デバイスがソースである） | メインリンクレーン0(マイナス)                           |
| 29   | GND             | のDisplayPort v1.1aインターフェイス、2レーン（ホストがシンクされ、デバイスがソースである） | シグナルグラウンド                                      |
| 30   | D0+             | のDisplayPort v1.1aインターフェイス、2レーン（ホストがシンクされ、デバイスがソースである） | メインリンクレーン0(プラス)                             |